# Le temps perdu
«Le temps perdu» —[ lə tɑ̃ pɛʁ.dy ]; en español: «El tiempo perdido»— es una canción compuesta por André Lodge e interpretada en francés por Mathé Altéry. Fue elegida para representar a Francia en el Festival de la Canción de Eurovisión de 1956 mediante la elección interna de RTF.

## Festival de la Canción de Eurovisión 1956
Esta canción fue la primera representación francesa en el Festival de Eurovisión 1956, y también la primera canción en representar al país en el certamen. La orquesta fue dirigida por Franck Pourcel.
La canción fue interpretada 5ª en la noche del 24 de mayo de 1956 por Mathé Altéry, precedida por Alemania con Walter Andreas Schwarz interpretando «Im Wartesaal zum großen Glück» y seguida por Luxemburgo con Michèle Arnaud interpretando «Ne crois pas». Los resultados de las votaciones del festival nunca fueron revelados y solo se anunció la canción ganadora, por lo que se desconoce en qué puesto quedó la canción.
Fue sucedida como representación francesa por Dany Dauberson con «Il est là» ese mismo año, debido a que las reglas de esta edición del festival permitían dos canciones por país.

## Letra
La canción es del estilo chanson. En esta, la intérprete recuerda a su examante, teniendo esperanza de que cantar alivie su dolor tras la pérdida de su amor.